# 穆斯林聖訓實錄
《穆斯林聖訓實錄》（阿拉伯語：‎）是伊斯蘭教遜尼派的六大聖訓集之一，由9世紀伊朗人穆斯林·本·哈加吉（875年去世）輯錄，記載先知穆罕默德生前的言行。許多遜尼派穆斯林認為這部聖訓集是第二重要的聖訓集，僅次於《布哈里聖訓實錄》。
穆斯林本人曾到多處地方搜集聖訓，包括伊拉克、阿拉伯半島、敘利亞及埃及。

## 中文譯本
宗教文化出版社於2009年出版了簡體中文譯本，名為《穆斯林聖訓實錄全集》（ISBN 9787802541986），其章節編排與西方常見的英文譯本不同。

## 外部連結
- Translation of Sahih Muslim （页面存档备份，存于）